# Beema
Beema (znany także jako: Bumer, Bummer, Bimmer, Bumier, ros. Бумер) – rosyjski dramat kryminalny z 2003 roku.
Film jest fabularnym debiutem reżyserskim Piotra Busłowa – absolwenta moskiewskiej szkoły filmowej. W 2006 roku reżyser nakręcił drugą część (Beema 2), której akcja rozgrywa kilka lat później.

## Opis fabuły
Współczesna ballada gangsterska. Czterech młodych gangsterów kradnie samochód BMW (w rosyjskim slangu – Bumier). Ponieważ nieostrożnie wdali się w awanturę z innym gangiem i przy okazji zabili agenta Federalnej Służby Bezpieczeństwa, muszą uciekać z Moskwy. Podróż przez Rosję staje się ucieczką przed przeznaczeniem. Spotkania z przekupnymi milicjantami, kierowcami-przemytnikami, pijanymi kołchoźnikami, biznesmenami z półświatka, a wreszcie z wiejską znachorką nabierają sensu metafizycznego.

## Obsada
- Władimir Wdowiczenkow jako Kostian
- Andriej Mierzlikin jako Dimon
- Maksim Konowałow jako Liocha
- Siergiej Gorobczenko jako Pietia
- Jana Szywkowa jako Katka
- Ludmiła Polakowa jako Sobaczika
- Anastasija Sapożnikowa jako Nastia

## Produkcja
Zdjęcia kręcono w Moskwie, Kołomnie i Diewo-Gorodiszcze (obwód jarosławski).